# Kolkwitz
Kolkwitz, lågsorbiska: Gołkojce, är en kommun och ort i östra Tyskland, belägen i Landkreis Spree-Neisse i förbundslandet Brandenburg, 5 kilometer väster om staden Cottbus. De tidigare kommunerna Babow, Eichow, Glinzig, Gulben, Hänchen, Klein Gaglow, Krieschow-Wiesendorf, Milkersdorf och Papitz uppgick i Kolkwitz 5/6 december 1993.

## Historia
Orten Kolkwitz omnämns första gången i skrift omkring år 1300. I orten finns en bunker som användes av den östtyska första luftförsvarsdivisionen. Kommunen Kolkwitz har sina gränser sedan 1993, då ett större antal småorter i regionen slogs samman.

## Kända personer
- Max Pohlenz (1872-1962), klassisk filolog.